# Total War Battles: Shogun
Total War Battles: Shogun — компьютерная игра в жанрах пошаговой стратегии в реальном времени из серии Total War, разработанной Creative Assembly и опубликованной Sega. Она была выпущена 19 апреля 2012 года для iOS и 29 августа 2012 года для Windows.
Релиз для iOS получил положительную оценку критиков, которые отметили высокое качество графики и глубокий, увлекательный игровой процесс. В то же время релиз для Windows получил неоднозначную оценку критиков и конечных пользователей, которые жаловались на медленную скорость и слабую связь с другими играми серии Total War.

## Геймплей
Есть множество юнитов для найма, у каждого из которых есть свои преимущества и недостатки. В игре нет статистики для расчёта и индикаторов здоровья, о которых нужно беспокоиться. Игрок может посмотреть всю эту информацию, просто взглянув на своего самурая. На карте можно размещать здания, чтобы производить больше юнитов. Отряды не могут отступать из-за соблюдения бусидо, и одновременно можно использовать только определённое количество отрядов.

## Сюжет
События игры разворачиваются в Японии в конце XVI века. Игроку предстоит отомстить за уничтожение своего клана, совершив нападение на клан противника.

## Отзывы
Игра была принята положительно, с общим счётом 83/100 на Metacritic.
Марк Браун из Pocket Gamer UK оценил игру на 9 из 10 и дал ей «Gold Award», заявив, что это «высококачественная продукция», которая «упрощает жанр стратегии в реальном времени для мобильных игр», не жертвуя её глубиной.
Кассандра Хоу из TouchArcade оценила игру на 4/5 звёзд, отметив, что отсутствие просмотра статистики может быть проблемой для некоторых игроков, но графика в игре сделана хорошо, озвучка — «приличная», а саундтрек — «эпический».
Журнал «Edge» оценил игру на 8/10, заявив, что ей присущ «необычный уровень совершенства игр для iOS».